# 同感謬誤
同感謬誤（英語：Pathetic fallacy），是批判性思考中的一種非形式謬誤，指某人認為無生命的物體具有和人類一樣的感覺、感受與思想。文學作品中同感謬誤出現的比較多。